# FC Montreux-Sports
FC Montreux-Sports – szwajcarski klub piłkarski z siedzibą w Montreux.

## Historia
Klub został założony 1 lipca 1903. W najwyższej klasie rozgrywkowej grał przez 13 sezonów, w tym przez pierwsze pięć pod nazwą Narcisse-Montreux. Spędził również 15 sezonów na poziomie drugiej ligi.

### Historia występów w pierwszej lidze
| Sezon   | Liga    | Grupa  | Miejsce | Uwagi                                        |
| ------- | ------- | ------ | ------- | -------------------------------------------- |
| 1910/11 | Serie A | Zachód | 6.      | pod szyldem Narcisse-Montreux                |
| 1911/12 | Serie A | Zachód | 5.      | pod szyldem Narcisse-Montreux                |
| 1912/13 | Serie A | Zachód | 6.      | pod szyldem Narcisse-Montreux                |
| 1913/14 | Serie A | Zachód | 6.      | pod szyldem Narcisse-Montreux                |
| 1915/16 | Serie A | Zachód | 5.      | pod szyldem Narcisse-Montreux                |
| 1917/18 | Serie A | Zachód | 8.      |                                              |
| 1918/19 | Serie A | Zachód | 8.      |                                              |
| 1919/20 | Serie A | Zachód | 8.      |                                              |
| 1920/21 | Serie A | Zachód | 8.      |                                              |
| 1921/22 | Serie A | Zachód | 4.      |                                              |
| 1922/23 | Serie A | Zachód | 7.      |                                              |
| 1923/24 | Serie A | Zachód | 9.      |                                              |
| 1924/25 | Serie A | Zachód | 9.      | spadek po przegranym barażu z FC Biel-Bienne |

### Historia występów w drugiej lidze
| Sezon   | Liga           | Grupa             | Miejsce                      | Uwagi  |
| ------- | -------------- | ----------------- | ---------------------------- | ------ |
| 1932/33 | 1. Liga        | Zachód            | 7.                           | spadek |
| 1934/35 | 1. Liga        | Zachód            | 4.                           |        |
| 1935/36 | 1. Liga        | Zachód            | 4.                           |        |
| 1936/37 | 1. Liga        | Zachód            | 7.                           |        |
| 1937/38 | 1. Liga        | Zachód            | 7.                           |        |
| 1938/39 | 1. Liga        | Zachód            | 7.                           |        |
| 1939/40 | 1. Liga        | 1                 | 6.                           |        |
| 1940/41 | 1. Liga        | Zachód            | 8.                           |        |
| 1941/42 | 1. Liga        | Zachód            | 9.                           |        |
| 1942/43 | 1. Liga        | Zachód            | 8.                           |        |
| 1943/44 | 1. Liga        | Zachód            | 11.                          | spadek |
| 1987/88 | Nationalliga B | Zachód Spadkowa B | 11. (Zachód) 4. (Spadkowa B) |        |
| 1988/88 | Nationalliga B | Zachód Spadkowa B | 11. (Zachód) 3. (Spadkowa B) |        |
| 1989/90 | Nationalliga B | Zachód Spadkowa A | 9. (Zachód) 5. (Spadkowa A)  |        |
| 1990/91 | Nationalliga B | Zachód Spadkowa B | 10. (Zachód) 5. (Spadkowa B) | spadek |

## Reprezentanci kraju grający w klubie
- Liam Buckley
- Mathieu Prudent
- Fernand Jaccard
- Gusti Mayer
- Traugott Oberer
- Eugene Parlier